# كارلوس رودريغيز كانو
كارلوس رودريغيز كانو (بالإسبانية: Carlos Rodríguez)‏ (و. 2001  م) هو دراج إسباني، ولد في المنكب.

## التصنيف
| السنة     | 2020 | 2021 | 2022 | 2023 | 2024 |
| --------- | ---- | ---- | ---- | ---- | ---- |
| عالمي     | 1191 | 155  | 29   | 39   | 19   |
| أوروبا    | 919  | 133  | 23   | 34   | 16   |
|           |      |      |      |      |      |
| مصدر: UCI |      |      |      |      |      |

## سجل الفوز

### سباقات أو مراحل فاز بها
| التاريخ        | السباق                                             | المركز                                                                                           |
| -------------- | -------------------------------------------------- | ------------------------------------------------------------------------------------------------ |
| 15 يوليو 2018  | بطولة أوروبا للدراجات – سباق الطريق للشبان 2018    |                                                                                                  |
| 01 يناير 2021  | طواف أندلوسيا 2021                                 | الرابع في التصنيف العام، السابع في تصنيف النقاط                                                  |
| 14 فبراير 2021 | تور دي لا بروفانس 2021                             | السابع في تصنيف أفضل شاب                                                                         |
| 07 مارس 2021   | جي بي إندوستريا وأرتيجياناتو 2021                  | السابع في التصنيف العام                                                                          |
| 09 مايو 2021   | فولتا الغارف 2021                                  | الثاني في تصنيف أفضل شاب                                                                         |
| 06 يونيو 2021  | سباق دوفين للدراجات 2021                           | السادس في تصنيف أفضل شاب                                                                         |
| 18 يونيو 2021  | سباق الطريق ضد الساعة للرجال في بطولة إسبانيا 2021 | الثالث في التصنيف العام                                                                          |
| 20 يونيو 2021  | سباق الطريق للرجال في بطولة إسبانيا 2021           | الثامن في التصنيف العام                                                                          |
| 22 أغسطس 2021  | تور دي أفينير 2021                                 | الثاني في التصنيف العام                                                                          |
| 12 سبتمبر 2021 | طواف بريطانيا 2021                                 | العاشر في التصنيف العام                                                                          |
| 01 يناير 2022  | طواف أندلوسيا 2022                                 | الرابع في التصنيف العام                                                                          |
| 19 يونيو 2022  | روتي دو سود 2022                                   | الأول في تصنيف أفضل شاب، الثاني في التصنيف العام، الثالث في تصنيف الجبال، التاسع في تصنيف النقاط |
| 26 يونيو 2022  | سباق الطريق للرجال في بطولة إسبانيا 2022           | الأول في التصنيف العام                                                                           |
| 06 أغسطس 2022  | طواف برغش 2022                                     | الأول في تصنيف أفضل شاب، الثالث في التصنيف العام، الخامس في تصنيف النقاط، التاسع في تصنيف الجبال |
| 11 يونيو 2023  | سباق دوفين للدراجات 2023                           | الأول في تصنيف أفضل شاب، التاسع في التصنيف العام                                                 |
| 28 أبريل 2024  | طواف روماندي 2024                                  | الأول في التصنيف العام، الأول في تصنيف أفضل شاب، الثامن في تصنيف النقاط، التاسع في تصنيف الجبال  |
| 09 فبراير 2025 | 2025 Volta a la Comunitat Valenciana               | الأول في تصنيف أفضل شاب، العاشر في تصنيف النقاط، السادس في التصنيف العام                         |